# Amegilla niveocincta
Amegilla niveocincta es una especie de abeja excavadora perteneciente al género Amegilla, categorizada en la tribu Anthophorini, de la subfamilia Apinae.
Fue descrita científicamente por Smith en 1854. Aparece registrada y publicada en una sección de Catalogue of Hymenopterous Insects in the Collection of the British Museum, Part 2 Apidae de 1854.

## Distribución
La especie se distribuye por Asia, en Tailandia, India, Pakistán y Sri Lanka.